# Arte de Galicia

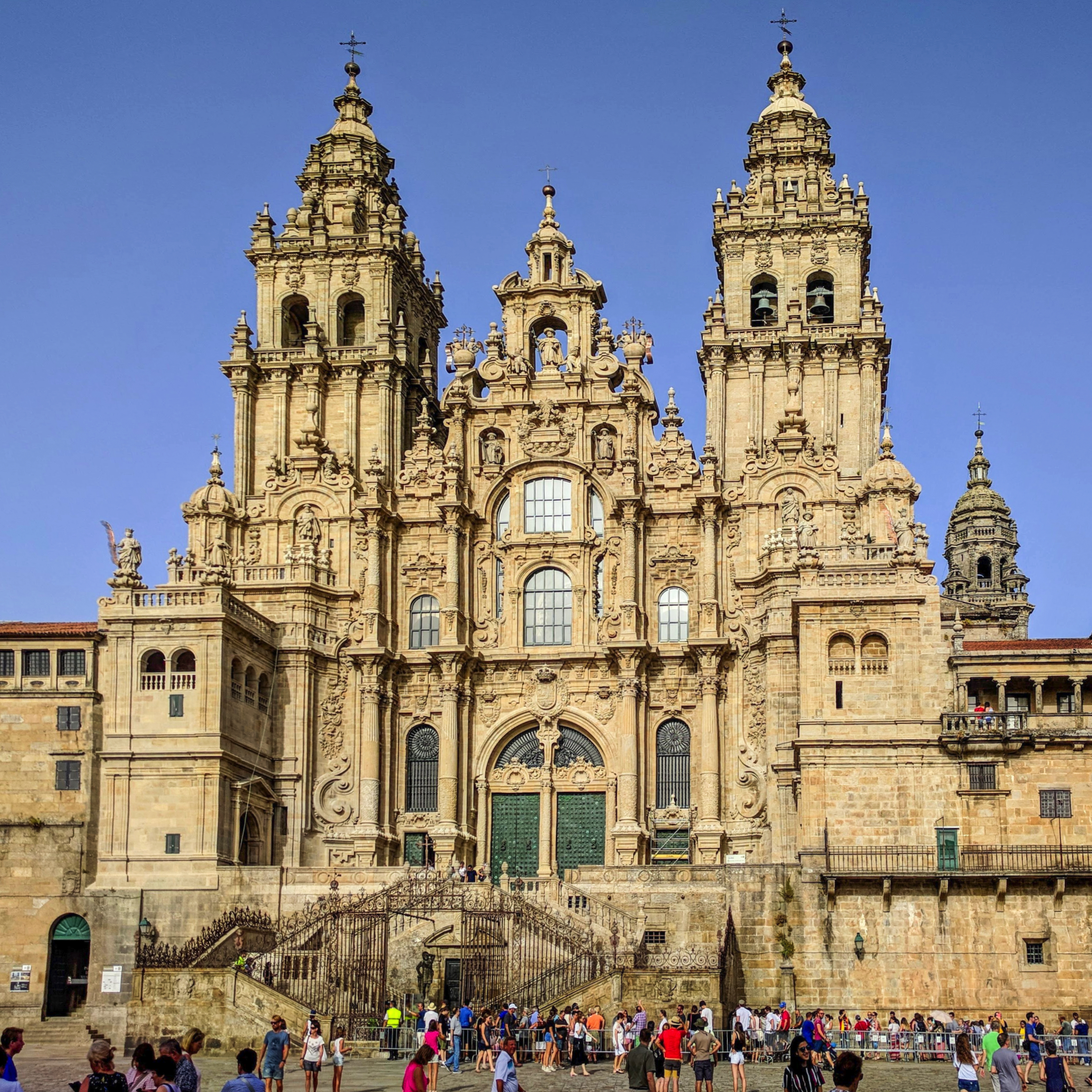
Fachada barroca de la Catedral de Santiago de Compostela

El arte de Galicia ha tenido una evolución paralela a la del resto del arte europeo, siguiendo de formas diversas las múltiples tendencias que se han producido en el contexto de la historia del arte occidental. La historia del arte gallego muestra las manifestaciones culturales y artísticas a lo largo del tiempo desde los primeros asentamientos humanos hasta la actualidad. Desde el paleolítico hasta la cultura contemporánea, el arte realizado en Galicia tiene ciertas características propias, alimentado por las corrientes traídas por otros pueblos. El arte siempre ha sido uno de los principales medios de expresión del ser humano, a través del cual expresa sus ideas y sentimientos, la manera de relacionarse con el mundo. Su función puede variar desde la más práctica hasta la más ornamental, puede tener contenido religioso o simplemente estético, puede ser duradero o efímero.
A lo largo de la historia, Galicia acogió diversas culturas y civilizaciones, que aportaron su concepto de arte y dejaron su propio legado. Cada periodo histórico tuvo unas características concretas y definibles, comunes a otras regiones y culturas, o bien únicas y diferenciadas, que fueron evolucionando con el devenir de los siglos.
El arte gallego es fruto de la diversa amalgama social y cultural aportada por los diversos pueblos que habitaron su territorio: los primeros pobladores prehistóricos dieron paso a la cultura castreña surgida en la Edad de los Metales, estos convivirían más tarde con los conolizadores romanos procedentes del Mediterráneo, que convertirían la Gallaecia en un territorio más de su imperio; tras la caída de este, en Galicia los suevos fundaron el primer reino medieval europeo, que después cayó bajo la dominación del reino visigodo. En la Edad Media, durante la invasión islámica de la península ibérica (que apenas dejó huella en el territorio gallego), surge la cultura gallego-portuguesa como entidad propia y definida, con una lengua propia heredera del latín y la consolidación del Reino de Galicia. Fue esta una época de esplendor del arte gallego, siendo el románico un periodo muy fructífero para el desarrollo artístico del territorio. Durante la Edad Moderna, bajo el poder de la corona española y la sucesión de crisis económicas y culturales, el arte entra en cierta decadencia, por lo que el renacimiento no es un periodo destacable de la historia del arte gallego. Todo lo contrario sucede con el barroco, que tuvo en Compostela un desarrollo original y genuíno. Desde el siglo XIX, con la revitalización cultural que supuso el Rexurdimento, Galicia es influida por los movimientos artísticos y culturales que marcaron Europa, como el modernismo. Finalmente, ya en el siglo XX nos encontramos con una generación de artistas que crean una escuela gallega que conecta con las corrientes internacionales, con nombres como los de Francisco Asorey, Carlos Maside, Luis Seoane, Maruja Mallo o Isaac Díaz Pardo. Hay muchas esculturas y museos en Galicia por ejemplo la catedral De Santiago el museo de hombre o la casa de las ciencias en La Coruña